# Немировская, Людмила Захаровна
Людми́ла Заха́ровна Немиро́вская (род. 11 октября 1939) — советский и российский философ, религиовед и культуролог, специалист по истории этических учений. Доктор философских наук, профессор. Одна из авторов «Атеистического словаря» и двухтомной энциклопедии «Культурология. XX век».

## Биография
В 1969 году в МГУ имени М. В. Ломоносова защитила диссертацию на соискание учёной степени кандидата философских наук по теме «Сущность и социальная функция современной религиозной антропологии: (По западногерманским материалам)».
В 1988 году в МГУ имени М. В. Ломоносова защитила диссертацию на соискание учёной степени доктора философских наук по теме «Религия и гуманизм в мировоззрении Толстого» (специальность 09.00.06 — научный атеизм).
С 15 ноября 1995 года — член диссертационного совета 24-0001 МГУ имени М.В. Ломоносова.
Была заведующей кафедрой культурологии Всесоюзного сельскохозяйственного института заочного образования / Российского государственного аграрного заочного университета.
Профессор кафедры философии Российского нового университета.
Профессор кафедры культурологии Института переподготовки и повышения квалификации преподавателей гуманитарных и социальных наук МГУ имени М. В. Ломоносова.

## Научные труды

### Монографии
- Немировская Л. З. Библейские религии. Тексты. Комментарии: монография. — М.: РосНОУ, 2005. — 160 с. — ISBN 5-89789-023-4.

### Учебники и учебные пособия
- Куфакова Н. Д., Немировская Л. З. Вопросы войны и мира в русском православном богословии: Специальный курс. — М.: Изд-во МГУ, 1989. — 89 с. — (Философия). — ISBN 5-211-01216-X.
- Немировская Л. З. Этико-деловые отношения: Лекция. — М.: ВСХИЗО, 1991. — 36 с.
- Немировская Л. З. Этика и культура: Лекции. — М.: ВСХИЗО, 1991. — 36 с.
- Немировская Л. З. Культурология. История и теория культуры: Учебное пособие. — М.: ВСХИЗО, 1992. — 93 с.
- Немировская Л. З. Философия: Учебное пособие. — М.: Рос. гос. аграр. заоч. ун-т, 1996. — 214 с.
- Немировская Л. З. Культурология: Учебное пособие. — М.: Рос. гос. аграр. заоч. ун-т, 1997. — 210 с.
- Немировская Л. З. Типология культур. — М., 1998.
- Немировская Л. З. Немецкая культурантропология. Научно-методическое пособие. — М., 1998.
- Немировская Л. З. Сакральные тексты: Ветхий и Новый Завет, Типитака, Коран. — М., 1998.
- Белозёрова В. Г., Ващенко А. В., Немировская Л. З., Пономарёва Г. М., Тюляева Т. И. История цивилизаций мира: Учебное пособие для учащихся 10-11 кл. общеобразоват. учреждений. — М.: АСТ, 1998. — 351 с. — 10 000 экз. — ISBN 5-237-00507-1.
- Немировская Л. З., Пономарёва Г. М., Тюляева Т. И. Основы культурологии. Учебное пособие для уч-ся 10-11 кл. общеобраз. учреждений. — М.: АСТ, 1998. — 400 с. — 10 100 экз. — ISBN 5-237-00113-0.
- Немировская Л. З. Культурология: Культурно-исторические типы: Учебное пособие. — М.: РосНОУ, 1999. — 242 с. — ISBN 5-89789-005-6.
- Философия: Учебник / З. Т. Фокина, Л. З. Немировская, Е. Г. Кривых и др.; Под ред. З. Т. Фокиной. — М.: Вузовская книга, 2001. — 608 с. — ISBN 5-89522-159-9.
- Немировская Л. З. Библейские религии и их тексты. Книга для чтения по истории религий. — М., 2005. — 115 с.
- Немировская Л. З. Теория культуры. Учебное пособие. — М.: РосНОУ, 2008. — 304 с. — ISBN 978-5-89789-038-5.
- Немировская Л. З. Философия: история и теория: учебное пособие. — М.: РосНОУ, 2007. — 375 с. — ISBN 978-5-89789-032-3.
- Немировская Л. З. Религиоведение. История религии: учебное пособие. — М.: РосНОУ, 2010. — 368 с. — ISBN 978-5-89789-050-7.
- Немировская Л. З. Культурология: курс лекций. — М.: Проспект, 2017. — 293 с. — ISBN 978-5-392-22934-5.

### Культурология. XX век: Энциклопедия
- Немировская Л. З. Культура нравственная // Культурология. XX век : Энциклопедия / Гл. ред., сост. С. Я. Левит. — СПб.: Университетская книга, 1998. — Т. 1: А-Л. — 446 с. — ISBN 5-7914-0028-4.
- Немировская Л. З. Маркузе, Герберт // Культурология. XX век: Энциклопедия / Гл. ред., сост. С. Я. Левит. — СПб.: Университетская книга, 1998. — Т. 2: М-Я. — 447 с. — ISBN 5-7914-0029-2.
- Немировская Л. З. Фейблман Джеймс // Культурология. XX век: Энциклопедия / Гл. ред., сост. С. Я. Левит. — СПб.: Университетская книга, 1998. — Т. 2: М-Я. — 447 с. — ISBN 5-7914-0029-2.

### Брошюры
- Немировская Л. З. Воспитание нового человека, всестороннее развитие личности. — М.: Знание, 1980. — 44 с. — (Методический материал в помощь лектору / Моск. обл. орг. о-ва "Знание" РСФСР, Науч.-метод. совет по пропаганде марксистско-ленинской философии и науч. атеизма).
- Немировская Л. З. Л. Толстой и проблемы гуманизма. — М.: Знание, 1988. — 62 с. — (Новое в жизни, науке, технике. Этика; 8/1988). — 91 840 экз.
- Немировская Л. З. Ницше: мораль «по ту сторону добра и зла» (Из цикла «История этических учений»). — М.: Знание, 1991. — 64 с. — (Новое в жизни, науке, технике. Сер. «Этика»; № 6). — 66 995 экз. — ISBN 5-07-001960-0.
- Немировская Л. З. Религия в духовном поиске Толстого. — М.: Знание, 1992. — 63 с. — (Подписная научно-популярная серия "Культура и религия" 4,92). — ISBN 5-07-002398-5.

### Статьи
- Немировская Л. З. Современная христианская антропология о «свободе воли» и «внутренней активности» человека (по западно-германской литературе) // Вестник Московского университета: Философия. — 1969. — № 2. — С. 77—86.
- Немировская Л. З. Культурология: теория и методика преподавания. (Материалы конференции. МГУ им. Ломоносова, ИППК. Декабрь. 1995 г.) // Вестник Московского университета: Философия. — 1997. — № 3.
- Немировская Л. З. Начало библейского монотеизма (к методологии вопроса) // Проблемы развития юридических и социально-экономических наук в России: тезисы докладов. — 2001. — С. 117—119.
- Немировская Л. З. Библейские тексты как явления мировой культуры // Текст: восприятие, информация, интерпретация. Сборник докладов I Международной научной конференции Российского нового университета. Пленарное заседание. Текст как явление культуры. Информационно-аналитическая обработка текста. — 2002. — С. 179—185.
- Немировская Л. З. О душе (зимние размышления, навеянные чтением Декарта) // Цивилизация знаний: будущее и современность материалы Всероссийской научной конференции, посвященной 60-летию Великой Победы. — 2005. — С. 86—87.
- Немировская Л. З. Бытие настоящего или истоки современной неклассической философии // Вестник Российского нового университета. Серия: Человек и общество. — 2005. — № 7. — С. 55—63.
- Немировская Л. З. Образование как культурная традиция // Вестник Российского нового университета. Серия: Человек и общество. — 2005. — № 7. — С. 119—126.
- Немировская Л. З. Толстой и Пушкин: «беседы исполинов духа» // Цивилизация знаний: Российские реалии Труды седьмой Всероссийской научной конференции. — 2006. — С. 316—319.
- Немировская Л. З. Философия жизни о неразрушимости нашего существа: А. Шопенгауэр // Цивилизация знаний: Российские реалии Труды седьмой Всероссийской научной конференции. — 2006. — С. 320—331.
- Немировская Л. З. Философия жизни о нереальности смерти, или «заботливая смерть» (от Сократа к Шопенгауэру) // Цивилизация знаний: Российские реалии Труды седьмой Всероссийской научной конференции. — 2006. — С. 331—337.
- Немировская Л. З. Идея вечного бытия: Спиноза, Шопенгауэр, Юнг // Вестник Российского нового университета. Серия: Человек в современном мире. — 2007. — № 1. — С. 30—41.
- Немировская Л. З. Идеи софиологии и соборности в русской философии. «Русская идея» как призыв к диалогу культур // Булгаковские чтения. — 2007. — Т. 1, № 1. — С. 148—157.
- Немировская Л. З. Философия Л. Н. Толстого в контексте историко-философской науки // Булгаковские чтения. — 2008. — Т. 2, № 2. — С. 338—350.
- Немировская Л. З. Проблемы иудаики в диалогах Галеви // Вестник Российского нового университета. Серия: Человек и общество. — 2008. — № 2. — С. 111—133.
- Немировская Л. З. Феномен современного религиозного паломничества // Вестник Российского нового университета. Серия: Человек в современном мире. — 2009. — № 1. — С. 47—60.
- Немировская Л. З. Неокунфуцианство как мировая религия и культура // Вестник Российского нового университета. Серия: Человек в современном мире. — 2010. — № 1. — С. 11—17.
- Немировская Л. З. Теоретические основы религиоведения // Цивилизация знаний: проблемы модернизации России. Труды Одиннадцатой Международной конференции. — 2010. — С. 121—127.
- Немировская Л. З. Иудаика Галеви // Материалы I Международной конференции «Еврейская культура на идиш: истоки, традиции, трансформация и современное состояние»; Биробиджан, 7-8 сентября 2011 г.; Институт комплексного анализа региональных проблем (ИКАРП) ДВО РАН. — Биробиджан: ИКАРП ДВО РАН, 2011.
- Немировская Л. З. Древние религии: в начале осмысления бытия // Вестник Российского нового университета. Серия: Человек в современном мире. — 2011. — № 1. — С. 11—18.
- Немировская Л. З. Проблема социокультурной идентичности и самоидентификации // Вестник Российского нового университета. Серия: Человек в современном мире. — 2012. — № 1. — С. 20—29.
- Немировская Л. З. З. Фрейд: проблемы психологии культуры // Цивилизация знаний: проблемы и перспективы социальных коммуникаций. Труды XIII-ой Международной научной конференции: в 2-х частях. — 2012. — С. 108—121.